# Vicente Salas Fumás
Vicente Salas Fumás (Albelda, Llitera, 1951) és un economista i catedràtic universitari aragonès, originari de la Franja de Ponent.

## Biografia
És llicenciat en administració d'empreses i MBA per ESADE i va obtenir un master i PhD in Management Science en la Universitat Purdue (Indiana), on hi fou professor ajudant de 1975 a 1976. En tornar a Espanya en 1978 fou nomenat professor agregat de la Universitat de Saragossa, on hi va romandre com a professor titular i catedràtic d'economia fins al 1990. De 1990 a 1997 fou catedràtic d'organització d'empreses de la Universitat Autònoma de Barcelona, i en 1997 fou nomenat catedràtic d'organització d'empreses de la Universitat de Saragossa. Dins d'aquesta universitat també ha estat director dels Departaments d'Economia de l'Empresa i del d'Economia i Direcció d'Empreses i vicedegà de la Facultat de Ciències Econòmiques i Professionals. Entre 1989 i 2004 ha estat professor visitant a la Universitat Stanford i a la Universitat de Connecticut.
Ha estudiat l'anàlisi econòmica de la gestió de les organitzacions amb aplicacions a l'estudi dels límits de l'empresa i l'assignació de drets de propietat. També ha realitzat una àmplia tasca en l'estudi de rendiment, recursos humans, estratègia i finances d'empreses espanyoles.
Entre altres càrrecs, ha estat membre del consell assessor de la Fundació BBVA, representant del Govern d'Aragó en la Comissió de Control d'Ibercaja i membre del Consell de Govern del Banc d'Espanya de 1994 a 1998 i novament des de 2012. En 1992 fou guardonat amb el Premi Rei Jaume I d'Economia juntament amb l'economista asturià Álvaro Cuervo García. En 1995 el Govern d'Aragó li va concedir la Medalla del Mèrit Professional i en 2002 va rebre el Premi Juan Sardá d'Economia.
El 18 de novembre del 2021 va ser investit doctor honoris causa per la UAB per la creació d’una escola d’anàlisi econòmica de la realitat empresarial espanyola, en especial a la UAB. El seu padrí fou el Dr. Antoni Serra Ramoneda.

## Obres
- El siglo de la empresa Bilbao: Fundación BBVA, 2007. ISBN 978-84-96515-54-3
- El gobierno de los grupos de sociedades amb José Miguel Embid Irujo. Madrid : Fundación Alternativas, 2005. ISBN 84-96204-64-2
- La empresa familiar en España: fundamentos económicos y resultados amb Carmen Galve Górriz. Bilbao : Fundación BBVA, 2003. ISBN 84-95163-69-1
- Capitalización y crecimiento de la economía aragonesa, 1955-1997 amb Jaime Jesús Sanaú Villarroya. Bilbao : Fundación BBV, 1999. ISBN 84-95163-14-4
- La empresa española en el umbral de la unión monetaria Universidad de Zaragoza, 1997. ISBN 84-89513-68-6
- Economía de la empresa: decisiones y organización Ariel, 1987. ISBN 84-344-2022-8
- Estructura financiera de las PYME amb Carlos Ocaña Pérez de Tudela i Javier Vallés. Madrid : Miner, Centro de Publicaciones, D.L. 1994. ISBN 84-7474-772-4
- Estudios sobre banca al por menor amb Lucio Fuentelsaz Lamata. Bilbao : Fundación BBV, D.L. 1992. ISBN 84-604-3822-8
- Valoración económica del beneficio y el capital amb Gonzalo Mato Leal. Mundi Prensa Libros S.A., 1992. ISBN 84-7114-393-3